# تام هاوارد
تام هاوارد (انگلیسی: Tom Howard؛ زادهٔ ۲۶ دسامبر ۱۹۶۹) ورزشکار هنرهای رزمی ترکیبی و کشتی‌گیر کشتی حرفه‌ای اهل ایالات متحده آمریکا است.